# Per-Olof Olsson
Per-Olof Olsson   (Estocolm, 10 de desembre de 1918 - Vadstena, 12 d'octubre de 1982) fou un nedador suec, especialista en estil lliure, que va competir durant les dècades de 1930 i 1940.
El 1948 va prendre part en els Jocs Olímpics d'Estiu de Londres, on va disputar tres proves del programa de natació. Fou quart en els 4x200 metres lliures i sisè en els 100 metres lliures, mentre en els 100 metres esquena quedà eliminat en sèries.
En el seu palmarès destaquen una medalla d'or i una de plata al Campionat d'Europa de natació de 1947, i vint campionats nacionals, onze d'ells en els 100 metres lliures entre 1937 i 1949.